# The Thorn
The Thorn – polska grupa muzyczna grająca melodic death metal, powstała w 1992 roku (jako Cranthorpe; od 1993 r. jako Thorn; od 2005 r. jako The Thorn) w Płocku, funkcjonująca do 2010 roku.

## Muzycy
Ostatni członkowie zespołu
- Mariusz Śmigielski – gitara elektryczna
- Maciej Wasilewski – gitara elektryczna
- Paweł Śmigała – gitara basowa
- Krzysztof Cichocki – wokal
- Paweł Załęski – perkusja

Byli członkowie zespołu
- Jacek – gitara elektryczna (1992-1993)
- Peter – wokal (1992-2004)
- Marek – perkusja (1992-2001)

## Dyskografia
- Monolith (1992, demo)
- ...not long before the end... (1993, demo)
- Somewhere (1997, demo)
- A sign of the times (2000, promo)
- Whenever... (2002, album)
- Promo 2005 (2005, promo)
- Hermitage of non-divine (2008, album)